# 恩嫔
恩嫔（？—1847年），巴拜系乌雅氏，滿洲正黃旗人。原任左副都御史万凝之庶女。清朝嘉庆帝之嬪。

## 生平
生年不详，生辰为九月二十四日。
嘉慶十二年春旬舉行的外八旗選秀中，烏雅氏被選為恩貴人，其餘中選八旗秀女均指與皇室，包括綿愷嫡福晉鈕祜祿氏、奕緒嫡妻輝發納喇氏、奕經嫡妻佟佳氏、奕縉嫡妻圖博特氏、載銓嫡妻瓜爾佳氏。同年四月十八日，先行送進恩貴人所有的箱籠什物，派蘇拉五十名於五鼓時分，到「石虎衚衕原任副都御史萬寧大人宅」抬送，並派內管領一員，帶領領催等人沿途照料；四月十九日，恩貴人正式進宮。
嘉庆二十五年（1820年）七月二十五日，嘉庆帝逝世。十二月丙午，新登基的道光帝按惯例晋封恩贵人、荣贵人和安常在三位庶母，恩贵人尊封为皇考恩嫔與皇考諴禧皇貴妃同居壽西宮。根据内务府呈递的满文奏折来看，恩嫔以及恩贵人的“恩”字并没有进行翻译，在满文中只写为“en”，这表示恩贵人的“恩”并不是一个封号，而是一个称呼。可能是跟恩嫔本身姓氏或者名字相关的字。
道光二十六年十二月初十日寅時薨逝，照例派十一名喇嘛赴吉安所诵咒，采棺暂安田村殯宮。道光二十九年九月二十五日巳时，釆棺奉安于昌陵妃园寝。

## 家族
恩嬪與康熙帝孝恭仁皇后及道光帝莊順皇貴妃同為巴拜系烏雅氏，恩嬪一支與孝恭仁皇后一支的關係頗遠，從輩分上而言，孝恭仁皇后只是恩嬪的族曾祖母。但是恩嬪的祖父和莊順皇貴妃的高祖父同為官保，所以恩嬪是莊順皇貴妃的堂姑祖母，尚在五服之內。
根據《烏雅氏族全譜》，其家族簡譜如下： 
- 九世祖：巴拜。
- 八世祖：托和托齊。
- 七世祖：圖囊阿，孝恭仁皇后為其玄孫女。
- 六世祖：薩穆哈，曾任太僕寺卿、內閣學士、左都御史、工部尚書、禮部尚書等職。
- 五世祖：甕鄂春，曾任員外郎兼佐領。
- 高祖父：多芮，曾任郎中。
- 曾祖父：羅岱，曾任光祿寺署正、江南龍江關副監督、鳳陽關正監督。
- 祖父：官保，曾任知府、都統、吏部尚書、協辦大學士等職。
- 父：萬凝，亦作萬明、萬銘、萬寧，生於雍正十一年八月二十五日，卒於嘉慶十四年六月十七日，曾任知府、貴州按察使、貴州布政使、太常寺卿、都察院左副都御史等職。萬凝嫡妻為富察氏，繼妻為宗室氏，另有側室李氏，封為宜人。
- 親兄：玉檢，李宜人出，生於乾隆四十三年五月初三日，卒於嘉慶十九年八月十七日，曾任禮部主事。玉檢嫡妻為伊爾根覺羅氏，繼妻為馬氏，均封為安人。
- 同父異母姐妹：富察氏所出，郡王品級多羅誠貝勒允祁之孫奉恩將軍兼三等侍衛永厚之嫡妻[3]。
- 侄子：恩承，生於嘉慶十二年正月十七日，覺羅安人出，曾任鑾儀衛整儀尉、治儀正，嫡妻為瓜爾佳氏；恩壽，馬安人出，生於嘉慶十九年三月初六日，無出。
- 侄孫：普霖；惠霖。

## 影视作品
- 電視劇

| 年份 | 劇名     | 演員   | 剧中姓名  | 劇中稱謂 |
| 2004 | 金枝慾孽 | 陳文靜 | 烏雅·沅淇 | 沅淇小主 |